# Bracon suaedicola
Bracon suaedicola är en stekelart som beskrevs av Jean-Jacques Kieffer och Jörgensen 1910. Bracon suaedicola ingår i släktet Bracon och familjen bracksteklar. Inga underarter finns listade.